# Fabrice Tiozzo
Fabrice Tiozzo (ur. 8 maja 1969 w Saint-Denis) – francuski bokser.
W lutym 2005 pokonał Dariusza Michalczewskiego w walce o mistrzostwo świata federacji WBA w wadze półciężkiej.